# تو و من (فیلم ۲۰۱۱)
تو و من (روسی: Ты и я) فیلمی در ژانر درام به کارگردانی رولند جافه است که در سال ۲۰۱۱ منتشر شد. از بازیگران آن می‌توان به میشا بارتون، شانتل ونسانتن، لنا کاتینا، یولیا ولکوا و آنتون یلچین اشاره کرد.

## موضوع فیلم
«جنی» و «لانا» دو نوجوان آمریکایی و روسی در یک کنسرت موسیقی با یکدیگر آشنا شده و عاشق هم می‌شوند. اما آنها به یک باره وارد دنیای خطرناک مواد مخدر و قتل می‌شوند که…